# فلسفة نظرية
يعود التقسيم الحديث للفلسفة إلى فلسفة نظرية وفلسفة عملية وأصل ذلك يعود إلى فئتي أرسطو للفلسفة الطبيعية والفلسفة الأخلاقية. حيث يكون هدف الأولى هو النظرية، بينما يكون هدف الثانية هو الممارسة.

## الخلفية
في الدنمارك، وفنلندا، وألمانيا، وهولندا، والسويد، والولايات المتحدة، تُدرّس مقررات الفلسفة النظرية والعملية بشكل منفصل، وتُمنح درجات علمية منفصلة. قد تتبع دول أخرى نظامًا مشابهًا - فبعض الجامعات الإسكتلندية، على سبيل المثال، تُقسّم الفلسفة إلى منطق، وميتافيزيقيا، وأخلاقيات - ولكن في معظم الجامعات حول العالم، تُدرّس الفلسفة كمادة واحدة. كما يوجد أيضًا مادّة فلسفية موحدة في بعض الجامعات السويدية، مثل جامعة سودرتورن.
يُخلط أحيانًا بين الفلسفة النظرية والفلسفة التحليلية، إلا أن الأخيرة حركة فلسفية تتبنى أفكارًا وأساليب معينة، ولكنها تتناول جميع الموضوعات الفلسفية، بينما الأولى هي طريقة لتصنيف الأسئلة الفلسفية إلى فئتين مختلفتين في سياق المنهج الدراسي.

## مواضيع الفلسفة النظرية
- نظرية المعرفة
- المنطق
- فلسفة الرياضيات
- فلسفة العلوم
- فلسفة اللغة
- فلسفة العقل
- ما وراء الطبيعة
  - علم الوجود